# Arman Melikyan
Arman Melikyan (in armeno Արման Մելիքյան?; Erevan, 11 marzo 1963) è un politico karabakho.
È stato il quarto ministro degli affari esteri della repubblica de facto dell'Artsakh dal 2004 al 2005 , svolgendo la carriera lavorativa (anche scientifica) e diplomatica anche nella repubblica di Armenia.

## Biografia
Nato nella capitale armena, si è diplomato presso la scuola di inglese 102 e poi laureato  al dipartimento di studi iraniani dell'università statale nel 1984. Dal 1986 al 1989 è stato ricercatore presso l'Istituto di Archeologia ed Etnografia dell'Accademia delle Scienze armena.
Attività lavorativa:
- 1985-1991: Comitato statale di radio e televisione dell'Armenia.
- 1986-1989: attività scientifica di speleologia per conto della Società geografica dell'Accademia Nazionale delle Scienze dell'Armenia.
- 1991-1993: Comitato per le relazioni estere del Consiglio supremo della Repubblica di Armenia - Capo esperto.
- 1993-199: direttore delle missioni diplomatiche della Repubblica di Armenia in Kazakistan e Kirghizistan.
- 1999 -2001: ambasciatore straordinario e plenipotenziario del Ministero degli Affari Esteri della repubblica di Armenia
- 1999-2001: Direttore esecutivo del centro clinico Armenicum.
- 2001-2004: Capo della Rappresentanza permanente della repubblica del Nagorno Karabakh nella Repubblica di Armenia.
- 2004-2005: Ministro degli affari esteri della repubblica del Nagorno Karabakh.
- 2005-2007: Consigliere per la politica estera del presidente della repubblica del Nagorno Karabakh
- Dal 2007 ad oggi Consigliere politico per i rifugiati e il diritto internazionale della società civile.

Nel 2008 e nel 2013 si è candidato alle elezioni presidenziali della Repubblica di Armenia. Gode del rango  di ambasciatore straordinario e plenipotenziario. È sposato e ha due figli.